# Lech Miklaszewski
Stanisław Lech Miklaszewski (ur. 14 października 1910 w Warszawie, zm. 2 czerwca 1992 tamże) – polski kompozytor, pianista i pedagog muzyczny.

## Życiorys
Syn Józefa. Ukończył XVIII Liceum Ogólnokształcące im. Jana Zamoyskiego w Warszawie, następnie podjął studia na Politechnice Warszawskiej, które jednak przerwał po dwóch latach. W latach 1927–1938 studiował grę na fortepianie u Zofii Buckiewiczowej w Konserwatorium Warszawskim, uzyskując dyplom pedagogiczny (1934) i wirtuozowski (1938). Od 1934 roku do wybuchu II wojny światowej był nauczycielem w Niższej Szkole Muzycznej im. Wiktora Chrapowickiego w Warszawie, występował także jako solista i akompaniator.
Aresztowany w 1940 roku przez Niemców, pół roku więziony był na Pawiaku. W latach 1941–1944 uczył w Szkole Muzycznej im. Karola Kurpińskiego i występował w kawiarni Bolesława Woytowicza „Salon Sztuki”, angażował się w tajne nauczanie. Przed wybuchem powstania warszawskiego wyjechał do Siedlec, gdzie po 1945 roku założył szkołę muzyczną w Domu Kultury i Sztuki i prowadził chór w Liceum im. Stanisława Żółkiewskiego.
Od 1946 roku dojeżdżał do Warszawy jako nauczyciel w Średniej Szkole Muzycznej, w 1947 roku przeprowadził się do Milanówka. W 1948 roku założył na Grochowie Publiczną Niższą Szkołę Muzyczną nr 54, w 1950 roku upaństwowioną i przemianowaną na Państwową Szkołę Muzyczną nr 3, gdzie do przejścia na emeryturę w 1973 roku wykładał i pełnił funkcję dyrektora. Po przejściu na emeryturę tworzył podręczniki dla szkół, uczestniczył w pracach konkursów pianistycznych dla dzieci, był konsultantem i nauczycielem Społecznych Ognisk Muzycznych.
Od 1947 roku współpracował z Polskim Radiem, tworząc kilkaset audycji muzycznych dla dzieci. Na potrzeby tych audycji powstało ponad tysiąc piosenek, z których część została wydana w 12 zeszytach przez Polskie Wydawnictwo Muzyczne pt. Piosenki radiowe na głos solo dla dzieci. Opracował kilkadziesiąt miniatur fortepianowych i piosenek dziecięcych. Wspólnie z Marią Kaczurbiną wydał podręcznik Nasze pierwsze nutki. Elementarz muzyczny (Kraków 1959). 
Był mężem Lubuszy z Wołk-Łaniewskich (1910–2003). Jego synem jest krytyk muzyczny Kacper Miklaszewski.
Zmarł w Warszawie, pochowany na cmentarzu Powązkowskim (kwatera D-2-3,4).

## Ordery i odznaczenia
- Krzyż Kawalerski Orderu Odrodzenia Polski[2]
- Złoty Krzyż Zasługi (1954)[3]
- Medal 10-lecia Polski Ludowej (1955)[5]

## Nagrody
- Nagroda Prezesa Rady Ministrów za twórczość dla dzieci (1957)
- Nagroda Ministra Kultury i Sztuki III stopnia za twórczość i upowszechnianie muzyki wśród dzieci (1969)
- Nagroda m. st. Warszawy za upowszechnianie kultury (1971)

Źródło:.